# Transandinomys
Transandinomys (Weksler, Percequillo & Voss, 2006) è un genere di roditori della famiglia dei Cricetidi.

## Descrizione

### Dimensioni
Al genere Transandinomys appartengono roditori di piccole dimensioni, con lunghezza della testa e del corpo tra 100 e 146 mm, la lunghezza della coda tra 99 e 152 mm e un peso fino a 75 g.

### Caratteristiche craniche e dentarie
Il cranio presenta un rostro lungo ed affusolato, una scatola cranica tondeggiante con una cresta sagittale moderatamente sviluppata. Il palato è stretto e lungo e presenta due fori di lunghezza media. La bolla timpanica è piccola. Gli incisivi superiori sono robusti, lisci ed opistodonti, ovvero con le punte rivolte verso l'interno della bocca. I molari hanno la corona bassa.
Sono caratterizzati dalla seguente formula dentaria:

### Aspetto
La pelliccia è soffice. Le parti dorsali variano dal brunastro al fulvo, mentre le parti ventrali sono biancastre con la base dei peli grigia. Il muso è provvisto di vibrisse estremamente lunghe. Le orecchie sono relativamente grandi. I piedi sono lunghi e sottili con le due dita esterne più corte di quelle centrali, le piante hanno sei cuscinetti carnosi. Gli artigli sono parzialmente nascoste da ciuffi di lunghi peli. La coda è lunga circa quanto la testa ed il corpo ed è talvolta più chiara sotto. Le femmine hanno quattro paia di mammelle.

## Distribuzione
Il genere è diffuso nel Continente americano, dall'Honduras fino all'Ecuador.

## Tassonomia
Il genere comprende 2 specie:
- Transandinomys bolivaris
- Transandinomys talamancae